# 7족 원소
7족 원소는 주기율표의 일곱 번째 족에 속하는 화학 원소이다. 이들은 망가니즈, 테크네튬, 레늄, 보륨이다. 알려진 모든 7족 원소는 전이 원소이다.
| 주기 | 원소 이름 | 원소 기호 (번호) | 원자 질량    | 녹는점 (K) | 끓는점 (K) | 전기음성도 |
| 4    | 망가니즈  | Mn (25)          | 54.938049(9) | 1519       | 2334       | 1.55       |
| 5    | 테크네튬  | Tc (43)          | (98)         | 2430       | 4538       | 1.9        |
| 6    | 레늄      | Re (75)          | 186.207(1)   | 3459       | 5869       | 1.9        |
| 7    | 보륨      | Bh (107)         | (264)        | ?          | ?          | ?          |